# Mason Neck
Mason Neck är en halvö som ligger i delstaten Virginia 30 km söder om Washington DC. Halvön skjuter ut i Potomacfloden och täcker en yta av ungefär 36 kvadratkilometer.  Där finns bland annat fyra stora parker som täcker två tredjedelar av området inklusive ett naturreservat för den vithövdade havsörnen. Trots att Mason Neck anses som en förort till huvudstaden, är det ett lantligt område.